# Équipe des Samoa de rugby à XV à la Coupe du monde 1991
L'Équipe des Samoa de rugby à XV à la Coupe du monde 1991 est battue en quart de finale par l'équipe d'Écosse. C'est la meilleure performance des Samoas en Coupe du monde. Les joueurs suivants ont joué pendant cette coupe du monde 1991. Les noms en gras indiquent les joueurs qui étaient le plus souvent titulaires.

## Liste des joueurs
| Entraîneur | Entraîneur             | Su'a Peter Schuster |
| Avants     | Pilier                 | Peter Fatialofa (cap.), Vili Alaalatoa, Palemia Lilomaiava (ne rentre pas en jeu dans la compétition), Apollo Perelini, David Sio |
| Avants     | Talonneur              | Stan To'omalatai |
| Avants     | Deuxième ligne         | Mark Birtwistle, Mat Keenan, Eddie Ioane                                                                                          |
| Avants     | Troisième ligne aile   | Junior Paramore, Dan Kaleopa, Sila Vaifale                                                                                        |
| Avants     | Troisième ligne centre | Pat Lam |
| Arrières   | Demi de mêlée          | Tu Nu'uali'itia(ne rentre pas en jeu dans la compétition), Mathew Vaea                                                            |
| Arrières   | Demi d'ouverture       | Stephen Bachop, Filipo Saena(ne rentre pas en jeu dans la compétition)                                                            |
| Arrières   | Centre                 | To'o Vaega, Frank Bunce, Tupo Fa'amasino                                                                                          |
| Arrières   | Ailier                 | Brian Lima, Timo Tagaloa, Freddie Tuilagi (ne rentre pas en jeu dans la compétition)                                              |
| Arrières   | Arrière                | Andrew Aiolupo |